# Opuntia macrorhiza
Opuntia macrorhiza ist eine Pflanzenart in der Gattung der Opuntien (Opuntia) aus der Familie der Kakteengewächse (Cactaceae). Das Artepitheton macrorhiza leitet sich von den griechischen Worten makros für ‚groß‘ sowie rhiza für ‚Wurzel‘ ab und verweist auf die geschwollenen Wurzeln der Art. Englische Trivialnamen sind „Delicate Prickly Pear“, „Plains Prickly Pear“, „Starvation Prickly Pear“ und „Tuberous-Rooted Prickly Pear“.

## Beschreibung
Opuntia macrorhiza wächst strauchig und bildet niedrige Polster, die eine Wuchshöhe von bis zu 13 Zentimetern und eine Breite von 2 Metern erreichen. Die fleischigen, rübigen Wurzeln erreichen Durchmesser von bis zu 7,5 Zentimetern. Die runden bis länglichen Triebabschnitte sind graugrün bis blaugrün. Sie sind 5 bis 10 Zentimeter lang, 5 bis 6 Zentimeter breit und bis 1,2 Zentimeter dick. Die verlängert konischen Laubblätter sind bis zu 7,5 Millimeter lang. Die 1 bis 2 Zentimeter auseinanderstehenden Areolen tragen gelbe oder braune, bis 3 Millimeter lange Glochiden. Die 1 bis 6 hauptsächlich den oberen Areolen entspringenden Dornen sind weiß bis grau bis bräunlich. Sie sind meist zurückgebogen, gerade bis leicht gebogen und zwischen 3,8 und 5,6 Zentimeter lang. Die 5 bis 6 Zentimeter langen Blüten sind gelb mit einer roten Basis bis rötlich. Die violetten bis rötlich-violetten, fleischigen Früchte sind verkehrt eiförmig. Sie sind 2,5 bis 4 Zentimeter lang und weisen Durchmesser von 2,5 bis 3 Zentimeter auf.

## Verbreitung, Systematik und Gefährdung
Opuntia macrorhiza ist im mittleren Westen und im Südwesten der Vereinigten Staaten in Höhenlagen von 600 bis 2100 Metern verbreitet. Die Erstbeschreibung wurde 1850 von George Engelmann veröffentlicht.
In der Roten Liste gefährdeter Arten der IUCN wird die Art als „Least Concern (LC)“, d. h. als nicht gefährdet geführt. Die Entwicklung der Populationen wird als stabil angesehen.

## Verwendung
Die Ramah-Navajo verwenden Dornen von Opuntia macrorhiza um Infektionen auf der Haut aufzustechen und sie benutzen geröstete Triebabschnitte um ein Gleitmittel herzustellen, dass bei der Geburt eingesetzt wird.

## Nachweise

## Weiterführende Literatur
- Kathleen H. Keeler, Brigitte Tenhumberg: Population Dynamics of the Western Prickly Pear, Opuntia macrorhiza (Cactaceae). In: The Southwestern Naturalist. Band 56, Nummer 2, 2011, S. 147–153 (doi:10.1894/F02-JB-17.1).